# Mölleberga socken
Mölleberga socken i Skåne ingick i Bara härad, ingår sedan 1971 i Staffanstorps kommun och motsvarar från 2016 Mölleberga distrikt.
Socknens areal är 6,32 kvadratkilometer varav 6,22 land. År 2000 fanns här 240 invånare. Kyrkbyn Mölleberga med sockenkyrkan Mölleberga kyrka ligger i socknen. 

## Administrativ historik
Socknen har medeltida ursprung. 
Vid kommunreformen 1862 övergick socknens ansvar för de kyrkliga frågorna till Mölleberga församling och för de borgerliga frågorna bildades Mölleberga landskommun. Landskommunen uppgick 1952 i Staffanstorps landskommun som ombildades 1971 till  Staffanstorps kommun. Församlingen uppgick 2002 i Uppåkra församling.
1 januari 2016 inrättades distriktet Mölleberga, med samma omfattning som församlingen hade 1999/2000.
Socknen har tillhört län, fögderier, tingslag och domsagor enligt vad som beskrivs i artikeln Bara härad. De indelta soldaterna tillhörde Södra skånska infanteriregementet, Torna och Livkompaniet.

## Geografi
Mölleberga socken ligger öster om Malmö med Sege å i norr. Socknen är en kuperad odlingsbygd.
Mölleberga socken bestod på 1800-talet av byarna Stora Mölleberga, Lilla Mölleberga och Önsvala. Vid enskiftet fanns det tretton gårdar i Stora Mölleberga by, av vilka  sex stannade kvar i byn och resterande flyttades ut. Stora Mölleberga by låg vid kyrkan. Den forna bykaraktären har där till viss del bibehållits med tätt liggande gårdar inom en trång byplats, där kyrkan enligt traditionellt mönster utgör kärnan i bymiljön. Flera av gårdarna är genom sina väl bibehållna längor i korsvirke och tegel representativa för ett äldre skånskt byggnadsskick. Den slutna gårdsformen är ofta företrädd.

## Fornlämningar
Tio boplatser samt en, nu skadad, dös från stenåldern är funna. Från bronsåldern finns resten av en gravhög.

## Namnet
Namnet skrevs 1432 Meleberge och kommer från kyrkbyn. Förleden innehåller mel, 'sand eller grus(formation). Efterleden innehåller biärgh, 'berg' syftande på höjderna söder om kyrkobyn.